# Max Josef Metzger
Max Josef Metzger (2. února 1887, Schopfheim – 17. dubna 1944, Brandenburg an der Havel) byl německý římskokatolický kněz, teolog a pacifista, popravený nacistickým režimem. Katolická církev jej uctívá jako blahoslaveného mučedníka.

## Život

### Raný život a vzdělání
Narodil se dne 3. února 1887 v Schopfheimu v Bádensku v Německu. Základní vzdělání získal ve svém rodném městě, načež vystřídal studium na středních školách v Donaueschingenu, Lörrachu a v Kostnici, kde byl mj. studentem Martina Heideggera. Jako student pravděpodobně žil v Saint Conrad, studentské rezidenci založené freiburským arcibiskupem. Poté navštěvoval Univerzitu Alberta-Ludvíka ve Freiburgu im Breisgau a poté na Univerzitě ve Fribourgu ve Švýcarsku. Roku 1911 získal doktorát z teologie.

### Kněžství
Dne 4. července 1911 byl vysvěcen na kněze pro freiburskou arcidiecézi. Během první světové války sloužil jako kaplan německé armády. Dne 6. května 1915 byl vyznamenán Železným křížem a v říjnu 1915, kdy dostal zápal plic a zánět pohrudnice, byl čestně propuštěn kvůli špatnému zdraví. Jeho zkušenosti z frontové linie ho přesvědčily, že „budoucí války ztratily smysl, protože už nikomu nedávají vyhlídky na to, že vyhraje víc, než prohraje“.
Se svolením svého arcibiskupa se přestěhoval do Štýrského Hradce, kde navštěvoval přednášky o právu a politologii. V roce 1916 vydal Frieden auf Erden („Mír na Zemi“), brožuru nabádající k ukončení války. Stal se tajemníkem Rakouské katolické ligy kříže, organizace zabývající se vzděláváním lidí o nebezpečích alkoholismu. V roce 1918 založil misijní společnost „Bílý kříž“, komunitu, jejíž členové usilovali o život podle evangelijních rad. V jím založené komunitě, která se později stala sekulárním institutem Krista Krále, zastával funkci generálního ředitele.
Podílel se také na založení Německé katolické mírové asociace, která od roku 1918  mezinárodně používala jazyk esperanto  V roce 1920 Metzger založil Internacio Katolika (IKA). V letech 1921–1924 redigoval esperantský časopis Katolika Mondo ve Štýrském Hradci.
V roce 1920 byl přijat na soukromou audienci u papeže Benedikta XV., který ho povzbudil v jeho protiválečných postojích. Silně obhajoval ekumenickou myšlenku míru, a brzy se stal známým jako přední německý pacifista a esperantista.
V roce 1927 kvůli konfliktu s místními církevními představenými Štýrský Hradec opustil a přestěhoval se do Meiningenu v Německu, kde pokračoval ve vedení jím založeného sekulárního institutu.
V roce 1938 založil bratrstvo Una Sancta, skupinu oddanou znovusjednocení římských katolíků a luteránů.

### Zatčení, soud a mučednictví
Po nástupu německého diktátora Adolfa Hitlera k moci v roce 1933 byl několikrát zatčen gestapem, poprvé na tři dny v lednu 1934. Druhé zatčení na čtyři týdny bylo v souvislosti s mnichovským pokusem o atentát na Hitlera. Poté se přestěhoval do Berlína, aby se vyhnul svým pronásledovatelům. Od roku 1939 až do svého posledního zatčení v roce 1943 žil a pracoval při kostele sv. Josefa v berlínské místní části Wedding.
V roce 1942 napsal Hitlerovi dopis, ve kterém ho žádal, aby odstoupil, ale na radu svých přátel jej neposlal. V roce 1943 sepsal memorandum o reorganizaci německého státu a jeho začlenění do budoucího systému světového míru. Když se pokusil doručit toto memorandum arcibiskupovi z Uppsaly Erlingu Eidemovi, byl dne 29. června 1943 zatčen.
Byl souzen německým lidovým soudem v soudním procesu, který trval pouhých 70 minut. Předseda soudu Roland Freisler, který toho dne již absolvoval tři řízení, odmítl obžalovaného vyslechnout. Prohlásil, že „takový mor musí být vymýcen“. Metzger byl odsouzen k trestu smrti za „velezradu a zvýhodňování nepřítele“ a byl popraven po několika měsících v cele smrti dne 17. dubna 1944 ve věznici Brandenburg-Görden v Brandenburgu an der Havel. Těsně před popravou pronesl: Ich habe mein Leben Gott angeboten für den Frieden der Welt und die Einheit der Kirchen („Nabídl jsem svůj život Bohu za světový mír a jednotu církve").
Tehdejší freiburský arcibiskup Conrad Gröber se jej nesnažil hájit, ale označil ho za „pomýleného idealistu“, ale později se za svá slova omluvil. Dle některých pohledů se však arcibiskup skrytě snažil o zmírnění rozsudku. V roce 1997 Landgericht Berlin posmrtně zrušil rozsudek smrti nad ním.

## Úcta
Jeho beatifikační proces započal dne 28. listopadu 2005, čímž obdržel titul služebník Boží. Dne 14. března 2024 podepsal papež František dekret o jeho mučednictví.
Blahořečen pak byl dne 17. listopadu 2024 v katedrále Panny Marie ve Freiburgu. Obřadu předsedal jménem papeže Františka kardinál Kurt Koch.
Jeho památka je připomínána 17. dubna. Bývá zobrazován v kněžském oděvu.

## Dílo
- Demokratisches Manifest
- Max Josef Metzger, La mia vita per la pace: lettere dalle prigioni naziste scritte con le mani legate, traduzione e cura di Ľubomír Žák, Cinisello Balsamo (Milano): San Paolo, 2008.